# Sofia Shesnovich
Sofia Shesnovich –en bielorruso, София Шеснович– es una deportista bielorrusa que compitió en esgrima, especialista en la modalidad de florete. Ganó una medalla de bronce en el Campeonato Europeo de Esgrima de 1992, en la prueba individual.

## Palmarés internacional
| Campeonato Europeo | Campeonato Europeo | Campeonato Europeo | Campeonato Europeo |
| Año                | Lugar              | Medalla            | Prueba             |
| ------------------ | ------------------ | ------------------ | ------------------ |
| 1992               | Lisboa (Portugal)  | Medalla de bronce  | Florete individual |